# プリンセスメーカー
『プリンセスメーカー』は、ガイナックスが製作、ゼネラルプロダクツが販売した世界初の育成シミュレーションゲーム。同ジャンルを確立した代表作であり、監督・キャラクターデザインを手がけた赤井孝美の代表作でもある。通称「プリメ」。2020年現在「プリンセスメーカー」の商標は赤井孝美が代表取締役を務める米子ガイナックスが保有している。
本項では後続のシリーズ作品についても解説する。

## 概要
中世ヨーロッパ風のファンタジーの世界を舞台とし、魔王から王国を救った勇者が父親となって、戦災孤児の少女を自分の娘（養女）として育て上げていくというもの。勉強、習い事、武者修行、アルバイトなど、さまざまな経験をさせていくことで性格や魅力などが成長、その育成方針でどのような娘に育っていくかが変わっていく。そして娘が18歳になった時にプリンセスを始めとする様々な将来が待っている。
制作期間中は「マイ・フェア・チャイルド」というタイトルだった。パッケージイラストは、アルフォンス・ミュシャを参考にしている。
脱衣ゲーム（第1世代）、アドベンチャーゲーム（第2世代）と技術を蓄積してきたガイナックスのゲーム部門が、「もっとコンピュータゲームでしかできないようなことをやろう」という目標で第3世代作品として制作したのが本作である。岡田斗司夫の「女の一生をゲームにできないか」という希望と赤井の「『信長の野望』の部下を教練する部分だけでゲームを作りたい」という希望が組み合わさった結果、「女の子を育てるゲーム」というアイデアが生まれた。

## ゲームシステム
王国暦1670年4月1日から1678年3月31日までの8年間、スケジュールコマンドでスケジュールを決定して娘を育てていく。1年は12か月で、娘の状態を見ながら1か月毎に上旬、中旬、下旬の3通りの予定を入力して実行する。ただし10月は収穫祭が行われ、武闘会かミスコンテストに出場する必要があるのでスケジュールは立てられない。娘を立派なレディに育てるため、様々なアルバイトでお金を稼がせたり、教育（武芸、学問、礼法）を学ばせたり、休息や旅行で疲労を回復させることで、娘のステータスに様々な影響を及ぼしていく。8年後、娘のステータスに応じた各種エンディングが表示され、エンドロールには娘のステータス値も表示される。なお、オリジナルのエンディング数は30だが、マイクロキャビンが移植したMSX2版とPCエンジン版のみ、養父の妻、魔王の妻、孤児院の先生のエンディングが追加されている。

## 歴史
1991年5月24日、ガイナックスからPC-9801版が発売された。対応機種はNEC PC-9801VM/UV以降（アナログディスプレイ限定）/EPSON PCシリーズ。推奨年齢10歳以上とされた。MUSIC Driverに梶原正裕制作のFM音源ドライバー"PMD" For 9801 Ver2.6が使用されている。バスマウス、ハードディスク対応。ハードディスクでのプレイ時もFDD1に「ディスクA」をセットしないと起動しない。
1991年12月13日、ガイナックスからIBM-PC/AT版が発売された。対応機種はIBM-PC/AT及びその100%互換機（PC/AT互換機）。PC-9801版がFM音源/RAMドライブ対応だったのに対し、IBM-PC/AT版はMIDI音源/EMSメモリに対応する（EMSメモリはPC-98版も対応）。ハードディスクでのプレイでEMS対応時、ゲーム起動時に「EMSを使用する」を選択することでデータの一部がEMSメモリにコピーされ、より快適に操作できる。
1992年5月31日、マイクロキャビンからMSX2版が発売された。対応機種はMSX2/MSX2+/MSXturboR（VRAM128KB以上・要漢字ROM）。MSX-MUSIC/FM音源対応、PAC/S-RAM対応、PCM音源対応。ハードディスク未対応のため、ゲーム中は2年ごとにフロッピーディスクを入れ替える必要がある。オープニングや会話シーンで娘が声を発するなどMSXturboRの内蔵PCM音源にも対応しており、シリーズで初めて娘の音声を収録した。担当声優は横山智佐。すでにMSX市場が終焉を迎えつつある時期に発売された事もあって、MSX2ソフト最後の傑作とも言われている。なお、マイクロキャビンからの直接販売限定で『プリンセスメーカー漢字ROM不要版』が発売されている。また、2005年4月28日に発売された『MSXマガジン永久保存版』3号の付録CD-ROMに、MSXエミュレータ「MSXPLAYer」と共にMSX2版『プリンセスメーカー』も収録されている。
1995年1月3日、NECホームエレクトロニクスからPCエンジンSUPER CD-ROM2版『プリンセスメーカー1』が発売（マイクロキャビンとの共同開発）。第1作のMSX版が元になっているが、移植に際してビジュアルの一部に変更や追加が施されている。公式ガイドブックとドラマシングルCDが付属した。PCエンジン版のみプロローグがアニメーションで再生される。PCエンジン版は肉声の応答バリエーションが追加されている。声優は横山智佐が担当。なお、システムカードのバージョンが3.0未満のシステムで起動するとバージョン警告画面が表示され、横山智佐による警告音声が再生される。
1997年1月31日、ニューからX68000版が通信販売のみで500個限定で販売された。基本的にはPC-9801版の移植であるが、版権の都合でBGMがオリジナルのものに差し替えられ、音声はPCエンジン版の横山智佐によるものが流用されている。また、コピーガード策としてシステムディスクには購入者の個人情報（住所・氏名・電話番号）と登録番号がプロテクト情報としてファイルに書き込まれており、これらの登録情報が起動画面に表示される。登録情報を書き換えると起動しない。
2000年11月22日、ジェネックスからMicrosoft Windows 95/98/Me版『プリンセスメーカー1』のダウンロード販売開始。当初はベクターの「プロレジ」のみだったが、後にSofmap.com、アット・ニフティストア、コジマネット、インプレスダイレクト等のダウンロード販売サイトからも購入可能となった。
2001年2月23日、サイバーフロントから「PCゲームBESTシリーズ」Vol.48として、Microsoft Windows 95/98/Me版『プリンセスメーカー』が発売。動作環境は画面解像度が640×480ドット、HighColor以上、CD-ROMドライブ必須。2002年12月6日、「PCゲームBESTシリーズ メガヒット」Vol.3として、Microsoft Windows 95/98/Me/XP版『プリンセスメーカー クラシック』が発売（開発：ジェネックス、販売：サイバーフロント）。2004年8月6日、「PCゲームBESTシリーズ プラチナセレクション」として、Microsoft Windows 95/98/Me/XP版『プリンセスメーカー クラシック』（廉価版）が発売された。
2003年2月3日、ティンマシンよりiアプリ向けゲームサイト『プリンセスメーカーi』を配信開始。2005年4月28日、ティンマシンよりiアプリ向けゲームサイト『プリンセスメーカーi』でQVGA完全対応版を配信開始。
2003年3月6日、Microsoft Windows 98/Me/XP対応版『プリンセスメーカー リファイン版』が発売された（製作・開発元：ガイナックス、販売元：サイバーフロント）。オリジナル版では16色で描かれていたグラフィックスをフルカラー・高解像度にバージョンアップし、登場人物全てのキャラクターの音声を収録したフルボイス・フルカラー仕様で、娘の声優は鶴野恭子が担当した。なお、『プリンセスメーカー リファイン版』のみパッケージイラストがアニメ調のキャラクターに変更されている。
2004年4月28日、PlayStation 2版が発売（発売：ジェネックス、販売：サイバーフロント）。リファイン版の移植だが、パッケージイラストはオリジナルと同じイラストに戻されている。2005年10月20日、BEST HITセレクションとしてPS2ベスト版（廉価版）が発売された。
2007年3月3日、Windows版『プリンセスメーカー5』の発売と同時に『プリンセスメーカー』（リファイン版）・『プリンセスメーカー2』（リファイン版）・『プリンセスメーカー～ゆめみる妖精～』・『プリンセスメーカー4』・『プリンセスメーカー5』の全作品を収録した『Princess Maker Memorial Box』（Windows 2000/XP/Vista日本語版）が発売された。同梱特典は「プリンセスメーカーファンブック」。2007年9月28日、『プリンセスメーカー5』公式ガイドブックを同梱した『Princess Maker Memorial Box with 公式ガイドブック』が発売された。
2007年12月17日、ティンマシンよりiアプリ向けゲームサイト『プリンセスメーカーi』でワイドVGA対応のFOMA905iシリーズ専用メガゲーム『プリンセスメーカー リファイン版』を配信開始。
2017年2月18日、Steam版『プリンセスメーカー リファイン』がCFKから配信開始された。日本語、英語、中国語（簡体字）、中国語（繁体字）、韓国語に対応し、日本語のみフルボイスに対応する。
2025年5月22日、Steam版『プリンセスメーカー : 予言の子供たち』がD-ZARDから配信予定であると発表され、7月4日配信された。

## スタッフ

### PC-9801版スタッフ
- 原案・原画：赤井孝美
- 作画監督：赤井孝美、玉谷純
- グラフィックス：藤田武、木島康貴、高橋晃一、伊佐和人、小澤宗明、矢野元喜、今井裕一郎
- 作曲・音楽プログラム：梶原正裕（MUSIC Driver "PMD" Ver2.9）
- DOSプログラム：橋本立郎（EXELOAD Ver0.24[注釈 6]）
- 制作デスク：植田正治
- 制作進行：藤本弘範、赤萩修
- プログラム：橋本立郎
- 協力：ゼネラルプロダクツ

### MSX版移植スタッフ
- プログラム：伊藤勝巳、青木正二郎、山田浩司
- グラフィック：川口洋一郎、陣内靖弘、石川慎二
- 音楽：効果音：瓜田幸治、渡辺靖仁
- 新作原画：赤井孝美（ガイナックス）
- 声の出演：横山智佐
- 録音：東京録音スタジオ
- SPECIAL THANKS：加藤雅史、中津泰彦、伊藤栄晃、樋口恵津子、瀬田哲也、MSX・FAN編集部
- プロデュース：三曽田明
- 移植監督：川口洋一郎
- 総監督：赤井孝美

### PCエンジン版スタッフ
マイクロキャビン
- プロデューサー：三曽田明
- プログラム：MAX、南部昌裕
- プログラムサポート：伊藤勝巳
- グラフィック：島津忠男（STUDIO TEK）、藤本徹、大隅大吾郎、加納保宏
- グラフィックサポート：川口洋一郎、陣内靖弘
- オープニング・エフェクト・アニメーター：吉木正行
- 写真提供：松本憲二、ONE STEP
- 編曲・SE・音響：藤原モリヂ
- スペシャルサンクス：田中豪、福田康文
- アシスタント：DAI、内匠由紀子
- オブザーバー：石沢孝男

NECスタッフ
- エグゼクティブプロデューサー：安田清明
- スーパーバイザー：竹内政夫
- プロデューサー：橋本博忠
- プロモーション：桑原秀夫、近藤信之
- スペシャルサンクス：高垣信宏、深川吾郎、松原文彦、浅野尚子

声の出演
- 娘：横山智佐
- 勇者：大場真人
- 王様：西村知道
- ナレーション：屋良有作

### リファイン版 / PS2版スタッフ
- 原案・原画：赤井孝美
- グラフィック：仁科仁、川中和見、瑞穂わか、龍己（以上Stunner）、比留間潤、市川浩二（以上Mega Cyber Inc.）、ちとせあやの、濱谷伸一（以上GAINAX）、ほか
- 音楽：梶原正裕
- 録音監督：松木仁美（TWO FIVE）
- 録音調整：村木康生（TWO FIVE）
- 録音：ツーファイブスタジオ
- 制作協力：株式会社メガサイバー、有限会社スタナー、有限会社ツーファイブ、株式会社81プロデュース

リファイン版スタッフ
- プログラム：尾下史章（Mega Cyber Inc.）
- プロデューサー：神村靖宏
- 演出：中丸知美

PlayStation 2版スタッフ
- エグゼクティブプロデューサー：村井清次
- プロデューサー：照山茂行
- ディレクター：水上智弘
- 制作：株式会社ジェネックス

声の出演
- 娘：鶴野恭子
- 倖月美和、米田直嗣、加藤木賢志、宮島史年、神田理江、足立朱美、多緒都、河本邦弘、久保田隆
- 谷内健、高橋良吉、下山吉光、吉川由弥、田中啓之、茂木優、酒井敬幸、伊藤浩資、久保さゆり
- 井浦愛、根本圭子、白倉麻子、門脇舞、白井美香、飯島美春、伊藤裕美、平野俊隆

## 商品一覧
プリンセスメーカー
1991年5月24日、PC-9801版発売。FD7枚組。
1991年12月13日、IBM-PC/AT版発売。FD7枚組。
1992年5月31日、MSX2版発売。FD7枚組。
1995年1月3日、PCエンジンSUPER CD-ROM2版『プリンセスメーカー1』発売。
1997年1月31日、X68000版発売。FD6枚組。通信販売のみ500個限定販売。
2000年11月22日、Microsoft Windows 95/98/Me版のダウンロード発売開始。
2001年2月23日、Microsoft Windows 95/98/Me版発売。CD-ROM1枚組。
2003年2月3日、iアプリ向けゲームサイト『プリンセスメーカーi』配信開始。
2004年4月28日、PlayStation 2版発売。リファイン版の移植。
2005年4月28日、iアプリ向けゲームサイト『プリンセスメーカーi』でQVGA完全対応版を配信開始。
2005年10月20日、PlayStation 2ベスト版（廉価版）発売。
プリンセスメーカー リファイン版
2003年3月6日、Microsoft Windows 98/XP版発売。
2007年12月17日、iアプリ向けゲームサイト『プリンセスメーカーi』でワイドVGA版を配信開始。
2017年2月18日、Steamで配信開始。
プリンセスメーカー クラシック
2002年12月6日、Microsoft Windows 95/98/Me/XP版。
2004年8月6日、Microsoft Windows 95/98/Me/XP廉価版発売。
プリンセスメーカー メモリアルボックス
2007年3月3日、Windows版シリーズ5作品のセット販売。『プリンセスメーカー』はリファイン版を収録。
2007年9月28日、『プリンセスメーカー5』公式ガイドブック同梱版発売。

## シリーズ作品

### プリンセスメーカー2
1993年6月15日にPC-9801版が発売された。神様から預かった天界の少女を育てていく。FD12枚組という、当時としては大容量のソフトだった。アドバイス役として執事のキューブが登場する。グラフィック面も前作より改良が加えられた。その他にも大地主の中年男の妾になる、悪行が過ぎて牢屋に入れられる、お尋ね者との戦いに負けた時に襲われるなどの、ダーティーな一面も見られた。
- PC/AT、PCエンジンの各版、一部CGを描き直したFM TOWNS、Macintosh、Windows、セガサターン、3DO、ドリームキャストの各版と、さらにCGをリマスターしたリファイン版がWindows、PlayStation 2、Steamの各版で、またiアプリ版・EZアプリ（BREW）版（どちらもティンマシンによる配信）、韓国ではGP32版も発売された。
- 前作と同様、マップ移動と戦闘シーン、そして2D対戦型格闘ゲームのような戦闘シーンがある。
- 娘の声優は、FM TOWNS、Macintosh、Windows、ドリームキャスト版は笠原弘子、PCエンジン、セガサターン、3DO版は久川綾、PlayStation 2、リファイン版は西村ちなみである。

### プリンセスメーカー 〜Legend of Another World〜
1995年12月15日にタカラより発売されたスーパーファミコン用ソフト。プレイヤーは精霊から授けられた少女の父親となり、彼女が18歳になるまでの8年間、知力や気品といったステータスに気を配りつつ娘を育てていく。娘をプリンセスにすることが最終目的だが、他にも色々なエンディングが用意されている。年頃になった娘が街の男に言い寄られたり、親子で誕生日を祝うワンシーンなど、突発的に起こるイベントが数多く用意されている。基本的に『プリンセスメーカー2』のリメイクであるが、内容はスーパーファミコン版のみの独自のものとなっている。赤井孝美がキャラクターデザインを担当した以外はタカラ側のスタッフが制作しているため、ナンバリングタイトルには含まれていない。

### プリンセスメーカー 〜ゆめみる妖精〜
1997年1月24日にソニー・コンピュータエンタテインメントよりPlayStation版が発売された。1998年5月14日にナインライブスよりWindows 95対応版が発売された。通称「プリゆめ」。妖精の女王から託された妖精の女の子を育てていく。番号は付いていないが、実質的に第3作として扱われている。アドバイス役として妖精ウズが登場する。勉強ができるようになると「アクロン」「ハイター」「ハミング」といったライバルとなるキャラクターが登場する。娘の状態やキャラクターによって話しかけてくる内容は皮肉や励ましなど違いがある。娘にとって彼女たちの存在はプラスにもマイナスにもなる。父親の職業が6種類の中から選択可能になった。ゲーム開始時に娘の名前、誕生日、父親の職業などを決める設定があるが、中でも父親の職業は娘への影響力が大きい。娘の声優に野上ゆかな。本作以降、『1』『2』にはあった娼婦系の成人向けエンディングが廃止された。
- Windows、セガサターン、ドリームキャストの各版も発売されている。ワンダースワン版も計画されていたが開発中止となった。

Nintendo Switch / Steam版
CFK（サイバーフロント コリアの後身）より2019年12月19日にNintendo Switch版が、同年12月23日にはSteam版が発売。なお、この両版の著作権は、赤井孝美が代表取締役となっている「米子ガイナックス」が保有していることがクレジットで明確化されている（ガイナックスと米子ガイナックスとの間には資本関係が存在せず、経営上無関係である）。

### プリンセスメーカー ポケット大作戦
1998年8月13日にナインライブスよりPlayStation版が発売された。『1』、『2』、『プリゆめ』の娘がプリンセスを目指してライバルとパズルで戦う、対戦型の落ち物パズルゲーム。OPムービーとして、プリメシリーズ初のオフィシャルセルアニメが導入された。
- Windows版も発売された。

### プリンセスメーカー GO!GO!プリンセス
1999年1月21日にナインライブスよりPlayStation版が発売された。『1』、『2』、『プリゆめ』、スーパーファミコン版の娘がコマとなる双六型の対戦ボードゲーム。
- Windows版とNintendo Switch版も発売された。

### プリンセスメーカーQ
2001年2月7日にナインライブスよりWindows / Macintosh両対応版が発売された。天界、魔界、妖精界、星幽界、人間界の5つの世界を一人の少女が巡るクイズアドベンチャーゲーム。プリンセスメーカー4の娘が養父の所に来る前を描くプロローグとなるはずであった作品。

### プリンセスメーカー4
2005年9月1日にジェネックスより発売された（販売：サイバーフロント）。PlayStation 2用。当初は現代日本を舞台とした第4作の発売が告知され、プロローグ版としてQが発売されたが、企画が変更になり、これまで通りファンタジー世界を舞台とした作品が『4』として発売となった。企画変更の際にキャラクターデザインも天広直人に変更となった。娘の声優は水樹奈々、キューブの声優はサエキトモ。
- Windows版、PSP版、ニンテンドーDS版も発売された。また、Yahoo!ケータイ（メガアプリ・256Kアプリ）版、EZアプリ（BREW）版（いずれもタイトーが配信）も発売された[25]。

### プリンセスメーカー5
サイバーフロントよりWindows版は2007年3月3日発売、PlayStation 2版は2008年2月7日発売、PSP版は2008年9月25日発売。ガイナックス開発、総監督・キャラクターデザインを赤井孝美が担当した。
アドバイス役として執事のキューブが登場する。ファンタジー世界のプリンセス候補のたった一人の生き残りを、現代日本で育てて行く。娘の声優は佐藤利奈、キューブの声優は岡村明美。シリーズ初、父親としてだけではなく、母親としてのプレイも可能となった。また、ファンタジー世界と現代日本双方でイベントとエンディングがある。
- PSP版『プリンセスメーカー5 ポータブル』の発売と同時に『プリンセスメーカー4 ポータブル』と『プリンセスメーカー5 ポータブル』が同梱されたPSP版『プリンセスメーカー ポータブルパック』も発売された。同梱特典は「プリンセスメーカー ポータブル画集」[26]。

### プリンセスメーカー（iOS、Android）
エムゲームジャパンから、2015年9月18日より配信開始されているスマートフォン（iOS、Android）用ゲーム。第1作をモチーフにした作品ではなく、赤井孝美の監修による新規の作品である。基本プレイ無料（アイテム課金）。
2022年4月30日、ライセンス契約終了のためサービス終了。

### プリンセスメーカー 予言の子供たち (Steam)
2025年7月4日、Steam版『プリンセスメーカー : 予言の子供たち』がD-ZARDから配信開始された。